# Museo de Antropología de Xalapa

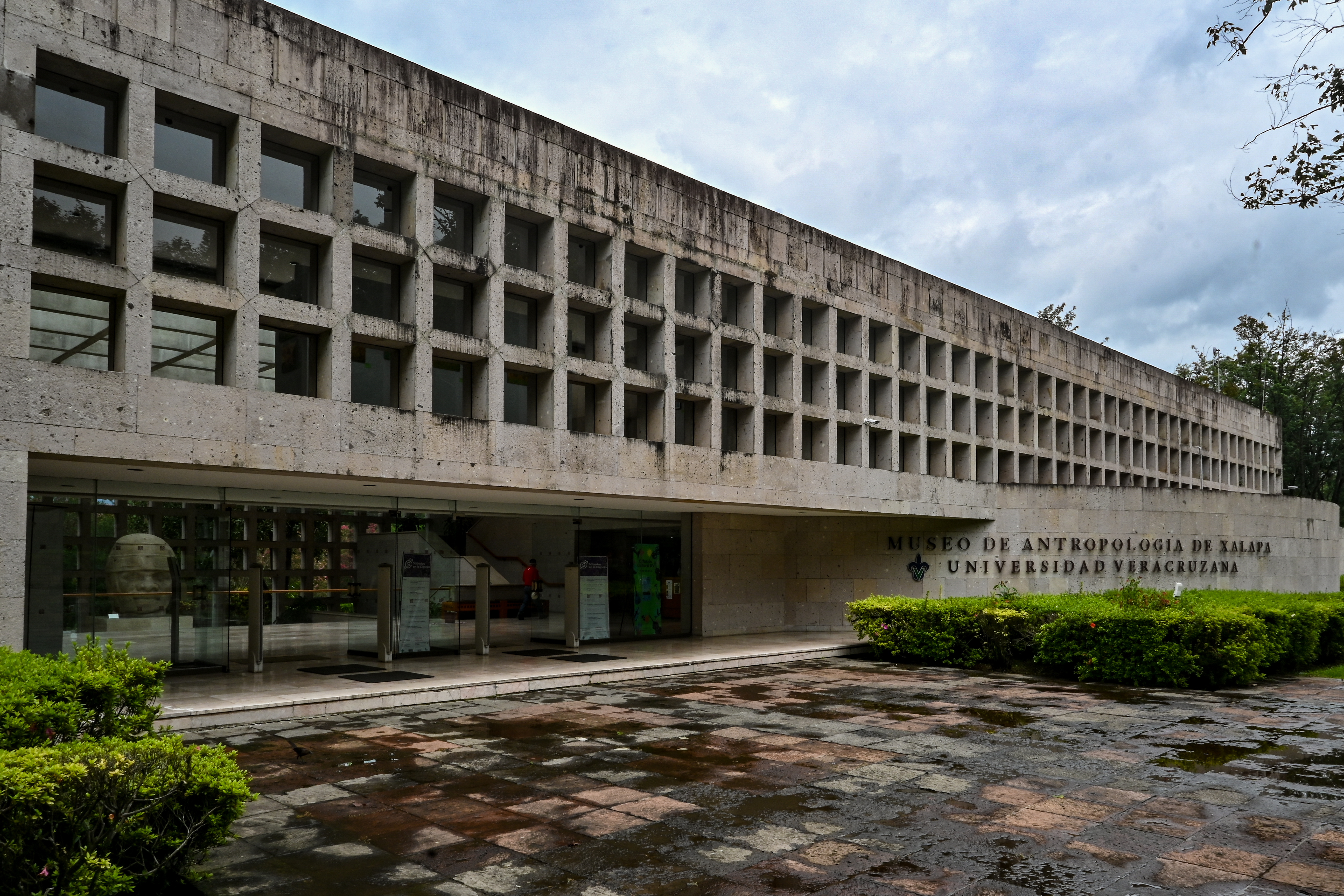
Museets entré.

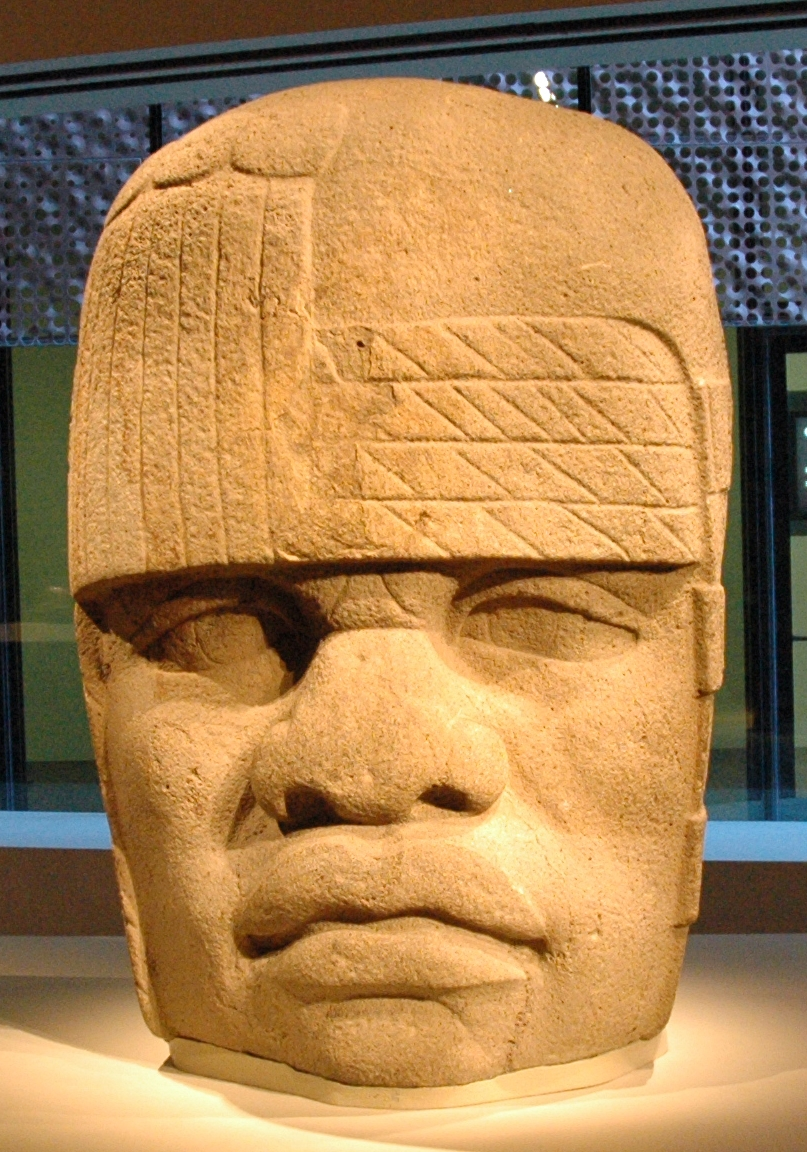
Kolossalhuvud 4 från San Lorenzo Tenochtitlán.

Museo de Antropología de Xalapa är ett antropologiskt museum i staden Xalapa i delstaten Veracruz i östra Mexiko. 
I museet finns den största samlingen av föremål från kulturer vid Mexikanska golfen i nuvarande Mexiko, med över 25 000 föremål från bland annat olmek-, huastek- och totonakkulturerna.
Museibyggnaden ritades av den amerikanske arkitekten Edward Durrell Stone och invigdes 1986.